# Claude Félix Abel Niépce de Saint-Victor

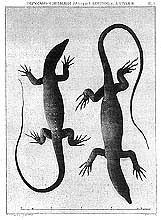
Photographie Zoologique, Rousseau and Devéria, 1853, pořízené metodou tisku, kterou zdokonalil Claude Félix Abel Niépce de Saint-Victor

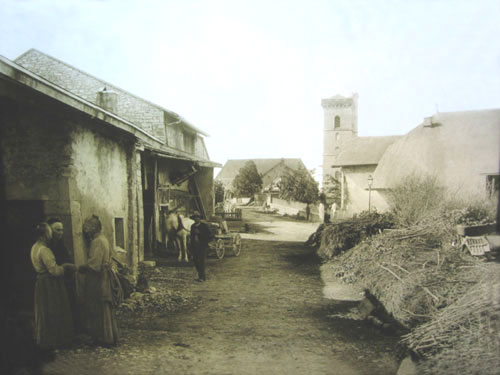
Fotografie na skle

Claude Félix Abel Niépce de Saint-Victor (26. července 1805 Saint-Cyr, Saône-et-Loire - 7. dubna 1870) byl francouzský průkopník a vynálezce v oboru fotografie.

## Život a dílo
Armádní poručík a bratranec Nicéphora Niépceho nejprve v roce 1847 experimentoval se skleněnými negativy, na které nanášel vaječný bílek. Tato metoda byla později použita bratry Langenheimovými na obrázcích z lucerny. Ve své laboratoři poblíž Paříže Niépce de Saint-Victor pracoval na fixaci přírodních fotografických barev, a stejně tak zdokonaloval heliografický proces pro fotomechanický tisk svého bratrance. Jeho metoda fotomechanického tisku, tzv. heliogravury, byla zveřejněna v roce 1856 v Traité pratique de gravure héliographique. V padesátých letech 19. století často také publikoval v La Lumière.
Niepce de Saint-Victor se společně s Alexandrem Becquerelem pokoušel o první barevnou fotografii, ale nedokázali ji ještě trvale a spolehlivě ustálit. To se poprvé povedlo Gabrieli Lippmannovi v roce 1891.